# SPACA5B
SPACA5B (англ. Sperm acrosome associated 5B) – білок, який кодується однойменним геном, розташованим у людей на короткому плечі X-хромосоми. Довжина поліпептидного ланцюга білка становить 159 амінокислот, а молекулярна маса — 17 896.
| 10         |  | 20         |  | 30         |  | 40         |  | 50         |
| ---------- |  | ---------- |  | ---------- |  | ---------- |  | ---------- |
| MKAWGTVVVT |  | LATLMVVTVD |  | AKIYERCELA |  | ARLERAGLNG |  | YKGYGVGDWL |
| CMAHYESGFD |  | TAFVDHNPDG |  | SSEYGIFQLN |  | SAWWCDNGIT |  | PTKNLCHMDC |
| HDLLNRHILD |  | DIRCAKQIVS |  | SQNGLSAWTS |  | WRLHCSGHDL |  | SEWLKGCDMH |
| VKIDPKIHP  |  |            |  |            |  |            |  |            |

A: Аланін

C: Цистеїн

D: Аспарагінова кислота

E: Глутамінова кислота

F: Фенілаланін

G: Гліцин

H: Гістидин

I: Ізолейцин

K: Лізин

L: Лейцин

M: Метіонін

N: Аспарагін

P: Пролін

Q: Глутамін

R: Аргінін

S: Серин

T: Треонін

V: Валін

W: Триптофан

Кодований геном білок за функціями належить до гідролаз, глікозидаз. 
Секретований назовні.